# Ігнатьєв Станіслав Миколайович
Станіслав Миколайович Ігнатьєв (нар. 20 червня 1937) — український інженер, металург, директор Донецького металургійного заводу (ДМЗ; 1981—1986).

## Біографія
Освіта вища. Член КПРС.
Працював на відповідальній інженерній роботі у металургійній промисловості.
У 1981—1986 роках — директор Донецького металургійного заводу імені Леніна Донецької області.
Автор дев'яти винаходів.
Потім — на пенсії у місті Донецьку.

## Нагороди
- ордени
- медалі
- заслужений металург Української РСР
- лауреат Державної премії СРСР у галузі науки і техніки